# Emiliano Papa
Emiliano Ramiro Papa (Acebal, 19 aprile 1982) è un ex calciatore argentino, di ruolo difensore.

## Palmarès

### Club
- Campionato argentino: 1

Vélez Sarsfield: Clausura 2009
- Supercopa Argentina: 1

Vélez Sarsfield: 2013
- Primera B Nacional: 1

Arsenal: 2018-2019